# Relaciones El Salvador-Palestina
Las relaciones El Salvador-Palestina se refiere a las relaciones diplomáticas entre la República de El Salvador y el Estado de Palestina. Ambas naciones disfrutan de relaciones amistosas, cuya importancia se centra en la historia de la migración palestina a El Salvador. Hay una comunidad de aproximadamente 60,000–100,000 personas de origen palestino en El Salvador.

## Historia
Entre 1892-1918, más de 90 palestinos, principalmente de Belén, llegaron a El Salvador y se establecieron en el país. Muchos escapaban al servicio militar obligatorio del ejército Otomano y de la Primera Guerra Mundial. Con el tiempo, más palestinos llegarían a El Salvador y trabajarían en varias industrias en el país. En 1933, el gobierno salvadoreño aprobó una ley que prohíbe una mayor inmigración de los países del Medio Oriente a El Salvador. En 1947, El Salvador se abstuvo de votar en el Plan de las Naciones Unidas para la partición de Palestina.
En mayo de 2009, el presidente salvadoreño de origen palestino, Antonio Saca, visitó la ciudad de Belén en Palestina. Mientras estuvo allí, el presidente Saca declaró que: Palestina debe existir, pero Israel también debe tener fronteras seguras, esa es la posición que el país continuará manteniendo con respecto al pueblo palestino y al pueblo judío. Mientras estaba en Belén, el presidente Saca se reunió con el Primer Ministro palestino Salam Fayyad. Durante su reunión, ambos líderes discutieron las relaciones entre ambas naciones y el Primer Ministro Fayyad agradeció al Presidente Saca por la decisión de su país de trasladar la embajada salvadoreña de Jerusalén a Tel Aviv en 2006. Durante su tiempo en Belén, el presidente Saca se reunió con la comunidad salvadoreña que reside en Palestina.
En octubre de 2011, el presidente palestino Mahmoud Abbas realizó una visita oficial a El Salvador. Mientras estaba en El Salvador, el presidente Abbas se reunió con el presidente salvadoreño Mauricio Funes. Durante la reunión, el presidente Funes declaró: "Queremos fortalecer nuestra relación con Palestina ... y contribuir al restablecimiento de las conversaciones entre Palestina e Israel". El Presidente Funes reconoció oficialmente a Palestina como un país independiente. En mayo de 2013, El Salvador y Palestina establecieron relaciones diplomáticas con la visita del Ministro de Relaciones Exteriores palestino Riyad al-Maliki a El Salvador. En octubre de 2018, Palestina abrió una embajada residente en San Salvador y apuntó un embajador.
En 2019, Nayib Bukele, de origen palestino, fue elegido como Presidente de El Salvador.

## Misiones diplomáticas residentes
- El Salvador está acreditado ante Palestina desde su embajada en Tel Aviv, Israel y mantiene un consulado honorario en Belén.[7]
- Palestina tiene una embajada en San Salvador.